# توسيع المجموعات الأوروبية 1986
انضمت كل من إسبانيا والبرتغال إلى المجموعات الأوروبية (بالإنجليزية: European Communities)‏، التي أصبحت تُعرف الآن باسم الاتحاد الأوروبي، في عام 1986. يُعد هذا التوسع الثالث للمجموعات المحلية، وذلك بعد التوسعات التي جرت عام 1973 ثم أيضًا في عام 1981. يعتبر انضمامهما جزءًا من توسيع الاتحاد الأوروبي على نطاق أوسع في منطقة البحر الأبيض المتوسط.
عاش كل من البلدين في ظل الديكتاتورية حتى فترة طويلة قبل الانضمام إلى الاتحاد، إذ كانت إسبانيا خاضعة للديكتاتورية العسكرية تحت حكم فرانثيسكو فرانكو، أما البرتغال فكانت خاضعة لديكتاتورية نقابوية التي تُعرف باسم إستادو نوفو أو الجمهورية الثانية. وهذا يعني أنه على الرغم من أن البلدين كانا على علاقة بالمجتمعات المحلية في شكل أو آخر، إلا أنهما غير مؤهلان لأن يصبحا أعضاء. توفى فرانكو في منتصف السبعينيات في إسبانيا، ثم اشتعلت ثورة القرنفل في البرتغال، التي بدورها دفعت البلدين بسرعة نحو طلب الديمقراطية. وقد بدأت محادثات العضوية مع البلدين بعد بضع سنوات من هذه الأحداث.
انضمت إسبانيا والبرتغال إلى المجموعات في 1 يناير من عام 1986. وقد جرى الانضمام دون تنظيم أي احتفال رسمي بخلاف رفع الأعلام الإسبانية والبرتغالية في بروكسل، بعد فترة تزيد على ست سنوات من المفاوضات بين المجموعات المحلية والبلدين. تطلَّبت محادثات الانضمام وقتًا طويلًا بشكل خاص بسبب المخاوف بشأن أسطول الصيد الإسباني، إذ كان أكبر من أسطول المجموعات ككل، فضلًا عن الاضطرابات الحكومية الشديدة الجارية في البرتغال، عندما انهارت عدة حكومات إلى جانب وفاة أحد رؤساء الوزارة في حادث تحطم طائرة أثناء تلك المفاوضات.
توقع بعض العلماء في ذلك الوقت أن تؤدي المنافسة المتزايدة من أوروبا إلى مشاكل اقتصادية بالنسبة لإسبانيا والبرتغال؛ لكن في السنوات التي تلت ذلك، استفاد اقتصاد البلدين بشكل عام من الانضمام والعضوية. ينسب البعض أيضًا الفضل في توسيع الاتحاد بالمساعدة في استقرار الديمقراطيات الوليدة في كلا البلدين، فضلًا عن تسريع عملية إنهاء الاستعمار في الإمبراطورية البرتغالية؛ في حين أن هناك إجماعًا عامًا على أن العضوية قد لعبت دورًا هامًا في هذه العمليات، ما تزال هناك مناقشات حول ما إذا كانت العضوية هي العامل الحاسم في هذه التغييرات، أو ما إذا كانت مجرد مساهمة بسيطة.

## التاريخ

### إسبانيا

#### العلاقات في عهد فرانكو
كانت إسبانيا هي الأولى التي قد تقدمت بطلب للانضمام إلى السوق الأوروبية المشتركة (إي إي سي)، الذراع الاقتصادية العامة للمجموعات الأوروبية الثلاث، في 10 فبراير من عام 1962. ولم يكن البلد مؤهلًا للحصول على العضوية الكاملة كنتيجة مباشرة للحكم الديكتاتوري الذي يسود إسبانيا؛ في حين أنه لا يوجد حكم محدد في اتفاقية روما للسوق الأوروبية المشتركة يقضي بأن تكون الدول الأعضاء ديمقراطيات، أوضح البرلمان الأوروبي بعد أشهر فقط من طلب انضمام إسبانيا غير الديمقراطية لن يكون لها أي علاقة تفاوضية «أقرب من معاهدة تجارية»، في حال حدوث أي توحيد أوروبي في المستقبل.
أصدرت لجنة وزراء مجلس أوروبا قرارًا بأغلبية 70 صوت مقابل 31 صوت في دورتها العادية الرابعة عشرة المعقودة في مايو عام 1962 يدعو أعضاء السوق الأوروبية المشتركة إلى «دراسة إمكانية وجود شكل من أشكال الاتفاق الاقتصادي بين إسبانيا والاتحاد، مع الأخذ في عين الاعتبار التغييرات الدستورية التي ستكون ضرورية قبل التفكير في أي شكل من أشكال الجمعيات السياسية». إلا أن القرار هذا قد أثار بعض الجدل؛ وتساءل عدد من أعضاء البرلمان الأوروبي عما إذا كان القرار مقبولًا، نظرًا لنظام الحكم الديكتاتورية في إسبانيا.
مع استمرار حلّ مسألة تكوين المجموعات الأوروبية بحلول عام 1964، أرسل رئيس البعثة الإسبانية إلى مجلس السوق الأوروبية المشتركة رسالة أخرى في 14 فبراير لتجديد طلب الانضمام. وكان من المقرر أن تبدأ المحادثات في وقت لاحق من خريف ذلك العام. في نهاية المطاف، في عام 1967، وافق مجلس السوق الأوروبية المشتركة على تفويض اللجنة بالتفاوض مع إسبانيا، وتم التوقيع على اتفاقية تجارية في يونيو عام 1970. ومع ذلك، عُدَّ هذا اتفاق تفضيل تجاري فقط وليس اتفاق شراكة أو عضوية؛ وهذا يعني المعاملة بالمثل في الامتيازات التجارية، على عكس مساعدات التنمية الاقتصادية وإمكانية العضوية الكاملة في نهاية المطاف التي منحت من خلال وضع الشراكة، على سبيل المثال، لليونان وتركيا. ظلت المناقشات في السبعينات حول ما قد تبدو عليه العلاقة المستقبلية بين السوق الأوروبية الشمتركة وإسبانيا، بعد تشكيل لجنة مشتركة بين المجلس وإسبانيا.

#### انتقال إسبانيا نحو الديمقراطية والتقدم بطلب لعضوية الاتحاد
في أعقاب وفاة الديكتاتور الإسباني فرانثيسكو فرانكو، الذي حكم البلاد لمدة 36 عامًا، وبداية انتقال إسبانيا نحو الديمقراطية، انتشرت في عام 1977 حول إمكانية تقديم إسبانيا طلب للانضمام إلى السوق الأوروبية المشتركة. في 26 يوليو، كتبت الحكومة الديمقراطية الجديدة في إسبانيا بقيادة أدولفو سواريث ثلاثة رسائل إلى رئيس مجلس وزراء المجتمعات الأوروبية هنري سيمونيه، تطلب في كل منها انضمام إسبانيا إلى مجموعات أوروبية مختلفة. وقد سُلِّمت هذه الرسائل باليد من قِبَل وزير خارجية إسبانيا مارسيلينو أوريجا إلى رئيس اللجنة الأوروبية، روي جنكينز، في بروكسل في 28 يوليو من عام 1977.
في ذلك الوقت، أثيرت مخاوف كبيرة فيما يتعلق بما إذا كانت عضوية إسبانيا مقبولة في السوق الأوروبية المشتركة أم لا. وقد تحدثت الصحافة الإسبانية عن احتمال استخدام فرنسا وإيطاليا حق النقض ضد انضمامها، على أساس التهديد المحتمل الذي قد تشكله على قطاعاتهما الزراعية. ومع ذلك، بعد أكثر من عام من تقديم الطلب، وبعد مشاورات واسعة النطاق ومفاوضات مع الدول الأعضاء القائمة، نشرت المفوضية الأوروبية في نوفمبر عام 1978 رأيًا رسميًا بشأن طلب إسبانيا للانضمام. أوصى الرأي ببدء مفاوضات العضوية، لكنه أشار إلى أن عملية الانضمام إلى السوق الأوروبية المشتركة من المرجح أن تكون بطيئة، مستشهدًا بالحواجز المالية والبيروقراطية على حد سواء.